# Saarn
Saarn, Mülheim an der Ruhr-Saarn — dzielnica miasta Mülheim an der Ruhr w Niemczech, w kraju związkowym Nadrenia Północna-Westfalia.